# Pedro Ramos
Pedro Ramos (ur. 27 września 1977 w Bragança) – portugalski wioślarz.

## Osiągnięcia
- Mistrzostwa Europy – Montemor-o-Velho 2010 – czwórka podwójna – 11. miejsce[1].